# Richardiana
Richardiana (abreviado Richardiana) es una revista con ilustraciones y descripciones botánicas que es editada en Laval (Francia) desde el año 2001.